# Cuisine ottomane
La cuisine ottomane est la gastronomie de l'Empire ottoman qui laissa un héritage dans les cuisines de Grèce, de Turquie, des Balkans, du Caucase, du Moyen-Orient et d'Afrique du Nord.

## Sources
Les registres de cuisine du palais ottoman (matbah-i amire defterleri) sont des sources primaires importantes pour les études de la cuisine ottomane du début de l'époque moderne, contenant des informations sur les ingrédients et les noms des plats cuisinés par les cuisines du palais.
De nombreux livres de cuisine ont été publiés à partir du XIXe siècle, reflétant les fusions culturelles qui caractérisaient la riche cuisine des élites d'Istanbul à la fin de la période ottomane, à mesure que de nouveaux ingrédients comme les tomates devenaient largement disponibles. Il existe peu de collections de recettes existantes avant cette époque.
Le premier livre de cuisine ottoman est attribué à l'expansion du Kitab al-Tabikh arabe antérieur de Muhammad bin Hasan al-Baghdadi par Muhammad Shirvânî au XVe siècle.
Diwan Lughat al-Turk (le plus ancien dictionnaire de langue turque) est souvent consulté comme source pour l'influence de la cuisine turque, bien que les chercheurs mettent en garde contre le fait de supposer sans esprit critique que les mots signifiaient toujours la même chose des centaines d'années plus tard dans une Anatolie géographiquement éloignée.

## Histoire

### Influences

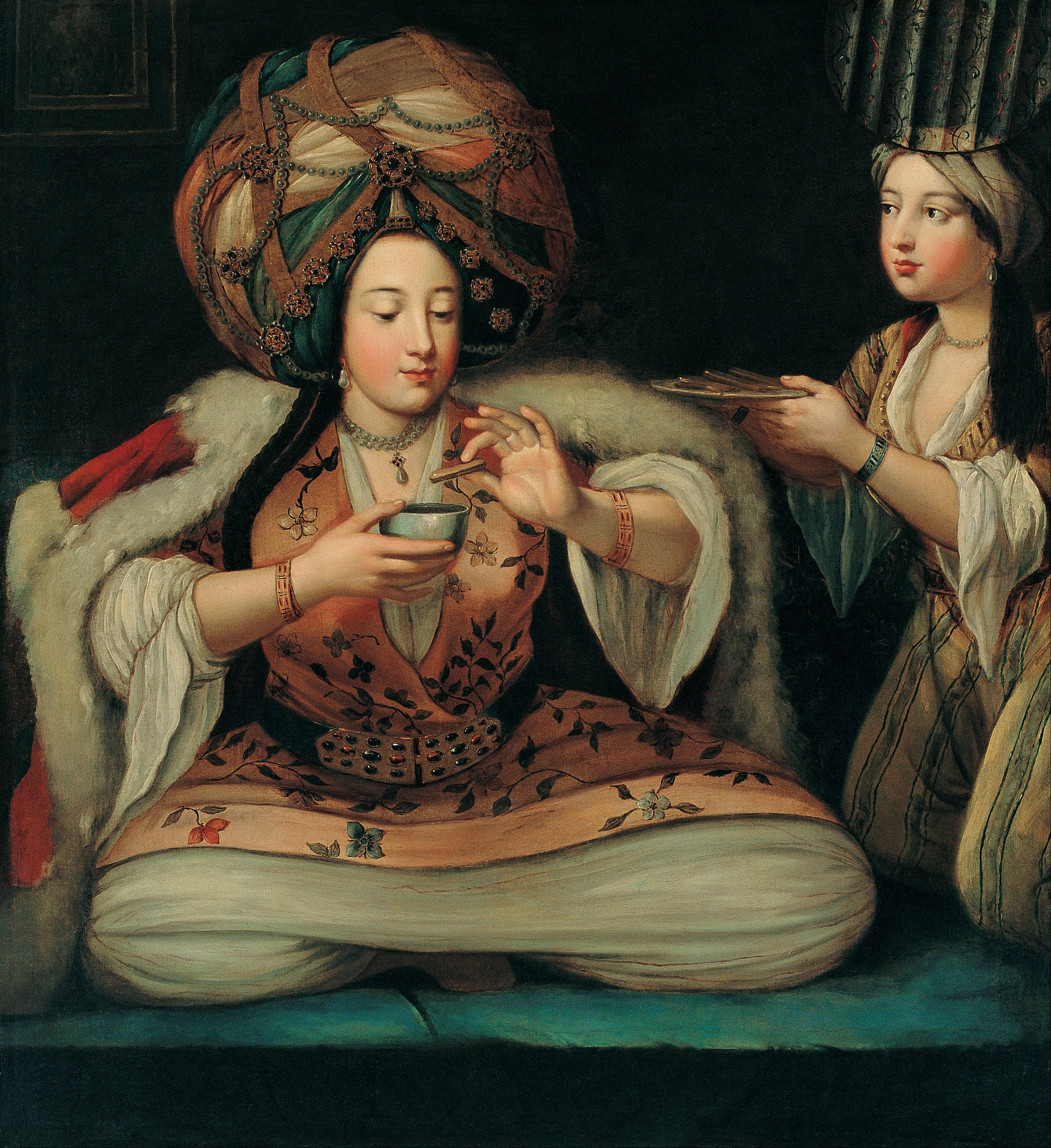
Délice de café au harem

La cuisine ottomane représente la synthèse des traditions culinaires d'Asie centrale, de Perse, des Balkans, d'Arabie et de Byzance, enrichie par l'introduction de nouvelles épices et ingrédients lors de l'échange colombien. Maxime Rodinson a soutenu que les historiens de l'alimentation « doivent montrer que [les aliments] n'ont pas d'origine commune et parallèle dans la cuisine gréco-romaine avant d'invoquer une quelconque influence orientale » car, selon Rodinson, l'Europe latine, l'Islam et l'Empire byzantin ont tous évolué à partir de « la civilisation de l'Antiquité ». Ce type d'« échange et d'enrichissement mutuels » est une caractéristique typique de l'histoire culinaire.
Les habitudes alimentaires de l'ère seldjoukide des tribus turques ont été influencées par les cultures qu'elles ont rencontrées lors de leurs migrations des montagnes de l'Altaï vers l'Anatolie, y compris la cuisine persane. L'ayran est souvent considéré comme faisant partie de l'héritage d'Asie centrale des tribus turques. Les plats de pilaf existent à la fois dans la cuisine d'Asie centrale et dans la cuisine iranienne, ce qui rend difficile de retracer le chemin de diffusion jusqu'à son point de départ.

### De nouveaux ingrédients

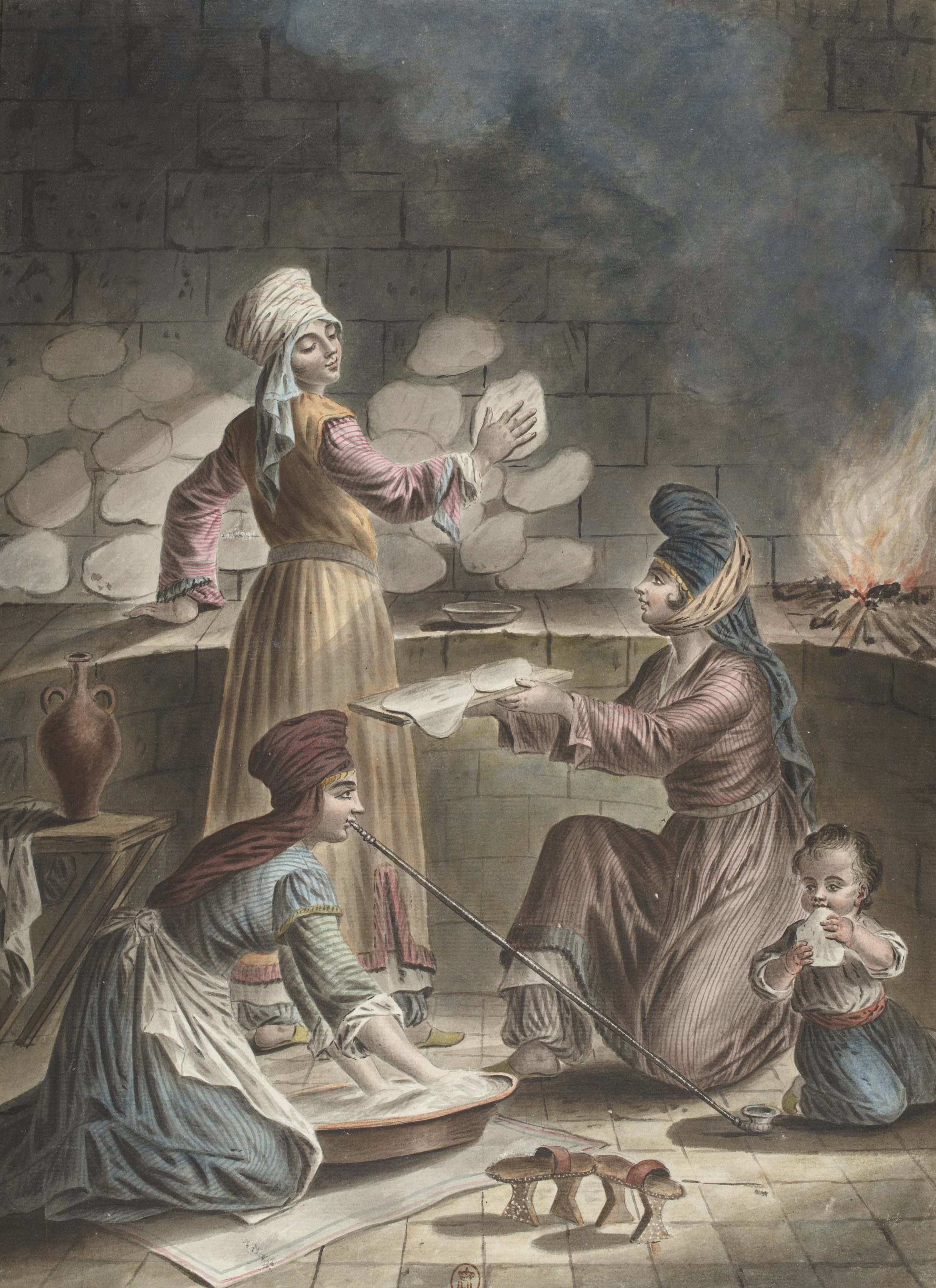
Femmes turques faisant cuire du pain, 1790.

Le commerce ottoman a introduit de nouveaux ingrédients dans les cuisines régionales de l'empire, contribuant au caractère évolutif et unique des habitudes alimentaires ottomanes. La cuisine levantine a été enrichie par les nouveaux ingrédients venus d'Asie et des Amériques. Fernand Braudel attribue aux Ottomans l'introduction du riz, du sésame et du maïs dans la région.
Bien que les tomates aient fait leur entrée dans la cuisine dans les années 1690, elles ne figurent pas dans les quelques manuscrits de recettes du XVIIIe siècle qui subsistent. Ayşe Fahriye propose des recettes de tomates vertes (kavata) et de tomates rouges (domates) dans Ev Kadını. Certaines recettes comme le pilaf et le dolma à la tomate sont encore courantes dans la cuisine turque moderne. Le livre de cuisine de Fahriye de 1882 est la dernière mention de tomates vertes dans la cuisine ottomane. Le manuscrit influent de Mehmet Kamil de 1844 comprend des recettes de ragoût de tomates, de dolma de tomates farcies et de pilaf de tomates.
Des pommes de terre, des haricots, des poivrons, des tomates, des citrouilles, du maïs et des courgettes sont également venus des Amériques.

### Diffusion
La cuisine de la cour a été diffusée dans les provinces par les fonctionnaires ottomans.
L'influence de la cuisine ottomane en Europe à partir du début du XVIe siècle se voit dans des plats comme le sharbat, qui s'est répandu d'abord en Italie après que François Ier de Médicis ait demandé une recette de « sorbette turque » en 1577. Le riz au lait, décrit dans des sources contemporaines comme « riz à la turque », a été servi au mariage d'Ercole Ier d'Este, duc de Ferrare en 1529. Similaire au nougat de confiserie de style occidental, le koz halva se retrouve dans les cuisines d'Europe centrale, où il est appelé törökméz (« miel turc ») en hongrois, et Türkischer Honig en Autriche et dans le sud de l'Allemagne.

## Caractéristiques
L'Empire ottoman s'étendait sur trois continents, représentant une large gamme de zones climatiques, de flore et de faune, et donc la cuisine comprend non seulement la cuisine du palais ottoman, mais aussi une riche diversité de spécialités régionales.

### Böreks et pâtisseries
Le börek, une pâtisserie ottomane emblématique, peut être apparenté aux pâtisseries triangulaires sanbusak de la cuisine safavide. Le terme apparenté senbuse apparaît dans les sources turques dès le XIIIe siècle, puis devient samsa (les samsa sont souvent associés à la cuisine ouzbèke).
Le terme « börek » n'apparaît pas dans le dictionnaire de Kashgari, mais deux recettes de pirak sont mentionnées dans le Yinshan Zhengyao du XIVe siècle, un manuscrit de cuisine chinoise de l'ère mongole des Yuan. La description du festin de mariage de Danishmend Gazi dans le Danishmendname mentionne à la fois le samsa et les « böreks bien beurrés ». Les banquets ottomans du XIXe siècle servaient un mélange d'alafranga et d'alaturca. Lors de ces dîners, le börek était parfois remplacé par une pâtisserie française similaire, la bouchée à la reine.
La pâtisserie boyoz (étymologiquement liée à l'espagnol bollos signifiant « petits pains ») pourrait dater de l'arrivée des Juifs séfarades en 1492. À l'époque moderne, la pâtisserie se trouve principalement dans la ville d'Izmir où elle représente l'héritage culturel et les contributions des Juifs ottomans.

### Pain
Le pain était fabriqué à partir de blé et classé selon la qualité et l'origine de la farine. La demande en céréales d'Istanbul ne pouvait pas être satisfaite par la seule production locale et la ville recevait des livraisons des côtes thraces, de l'Anatolie occidentale, de la Dobroudja, de la Macédoine et de la Thessalie. De nombreux types de pain étaient cuits dans les cuisines du palais : du pain blanc plat (fodula), des pains de blé entier de bonne qualité (somun) et du pain blanc (fırancala) et du filo (yufka). L'ajout de graines comme le sésame et l'anis, ou d'épices comme les clous de girofle, était considéré comme un luxe. Evliya Çelebi a noté « le bon pain blanc mudéjar francala », en référence au pain de style européen cuit par les Mudéjars à Galata. Le lapa, le keşkek et d'autres plats de bouillie ottomane étaient des alternatives moins coûteuses au pain blanc.

### Desserts
Le sucre était encore excessivement cher au XVIIe siècle ; le miel et les sirops comme le pekmez, préparé à partir de raisins, étaient beaucoup plus courants.

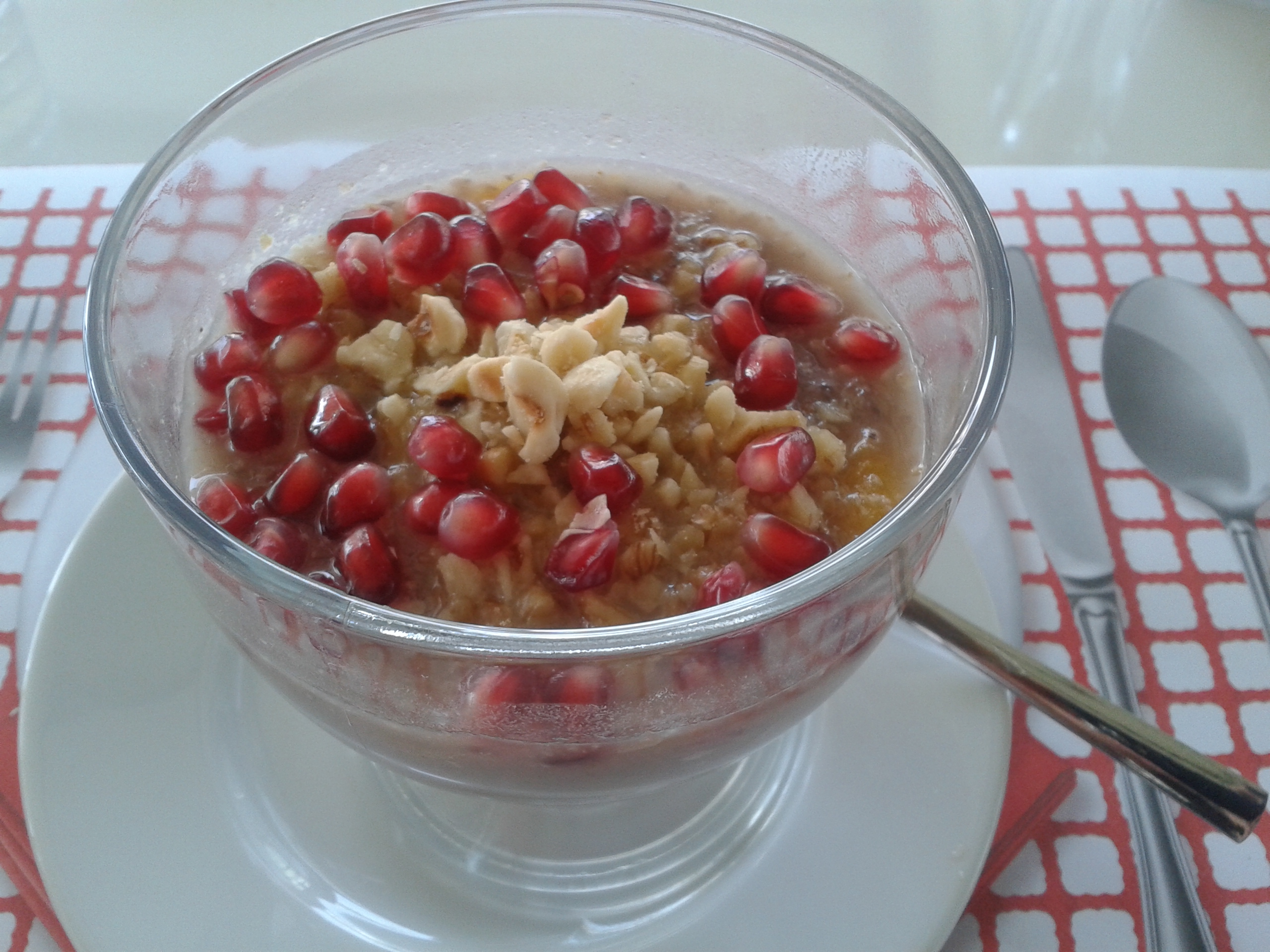
Coupe d'aşure

Le pudding aux grains de blé aşure, qui fait aujourd'hui partie de la fête musulmane de l'Achoura, trouve ses racines dans les rituels de récolte de la période néolithique, depuis laquelle on sait que le blé domestiqué a été cultivé à Karaca Dağ.

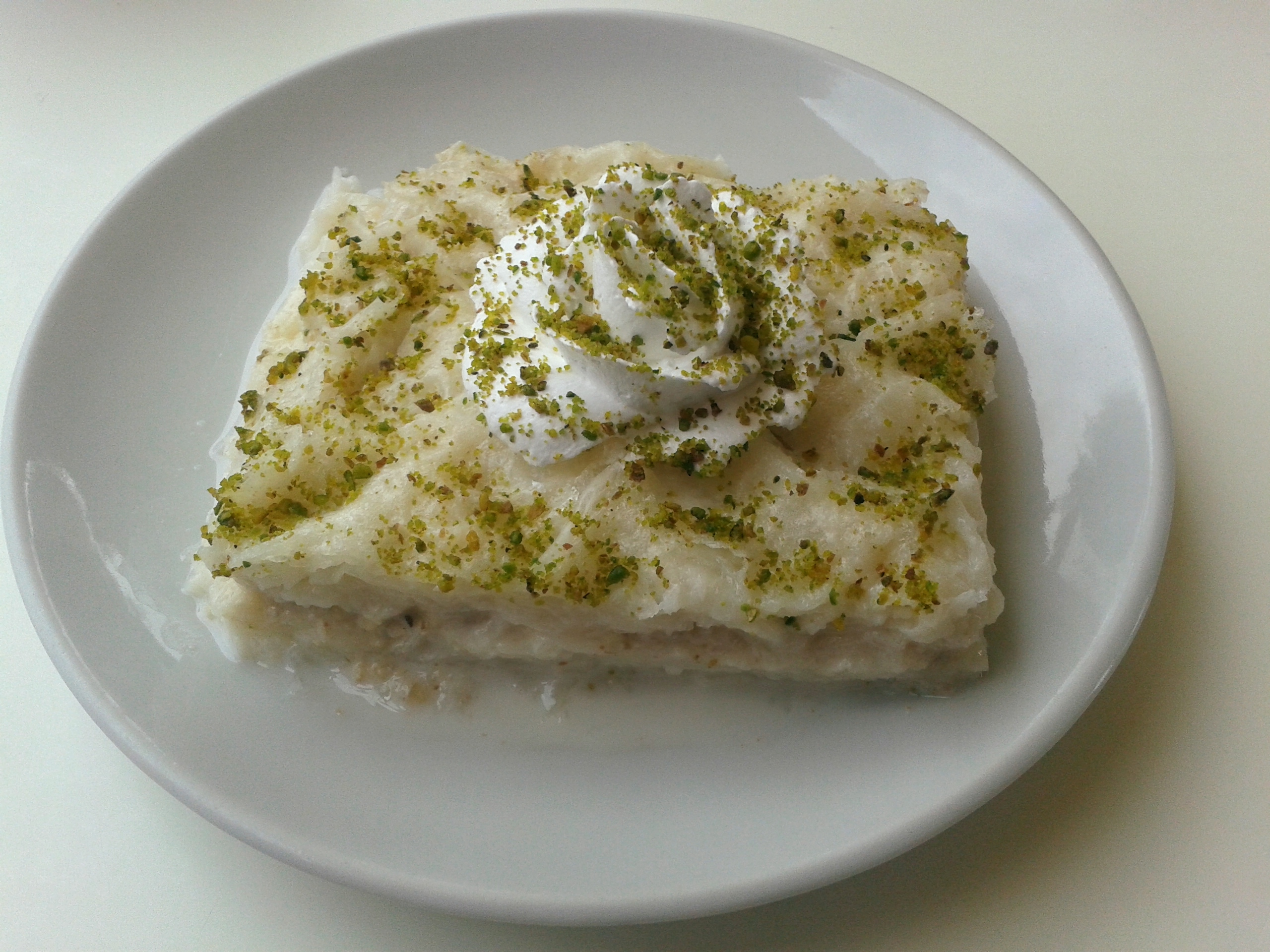
Güllaç à la crème fouettée

Il existe de nombreuses théories concurrentes sur l'origine du baklava, l'attribuant à l'ancien gâteau de placenta romain, au lauzinaj persan ou à l'influence des desserts d'Asie centrale, que l'on retrouve également dans le dessert feuilleté au lait güllaç. Dernschwam décrit un plat semblable au baklava préparé en faisant cuire de fines galettes de farine d'amidon et de blanc d'œuf, puis en les remplissant de couches de noix sucrées avec de l'eau de rose et de la muscade pour créer un dessert aussi épais qu'un doigt.
Dernschwam décrit le zerde comme du riz au lait cuit dans de l'eau miellée et coloré au safran, garni d'amandes grillées et servi avec des fruits. Le muhallebi est également cité parmi les aliments que Dernschwam a rencontrés lors de ses voyages.

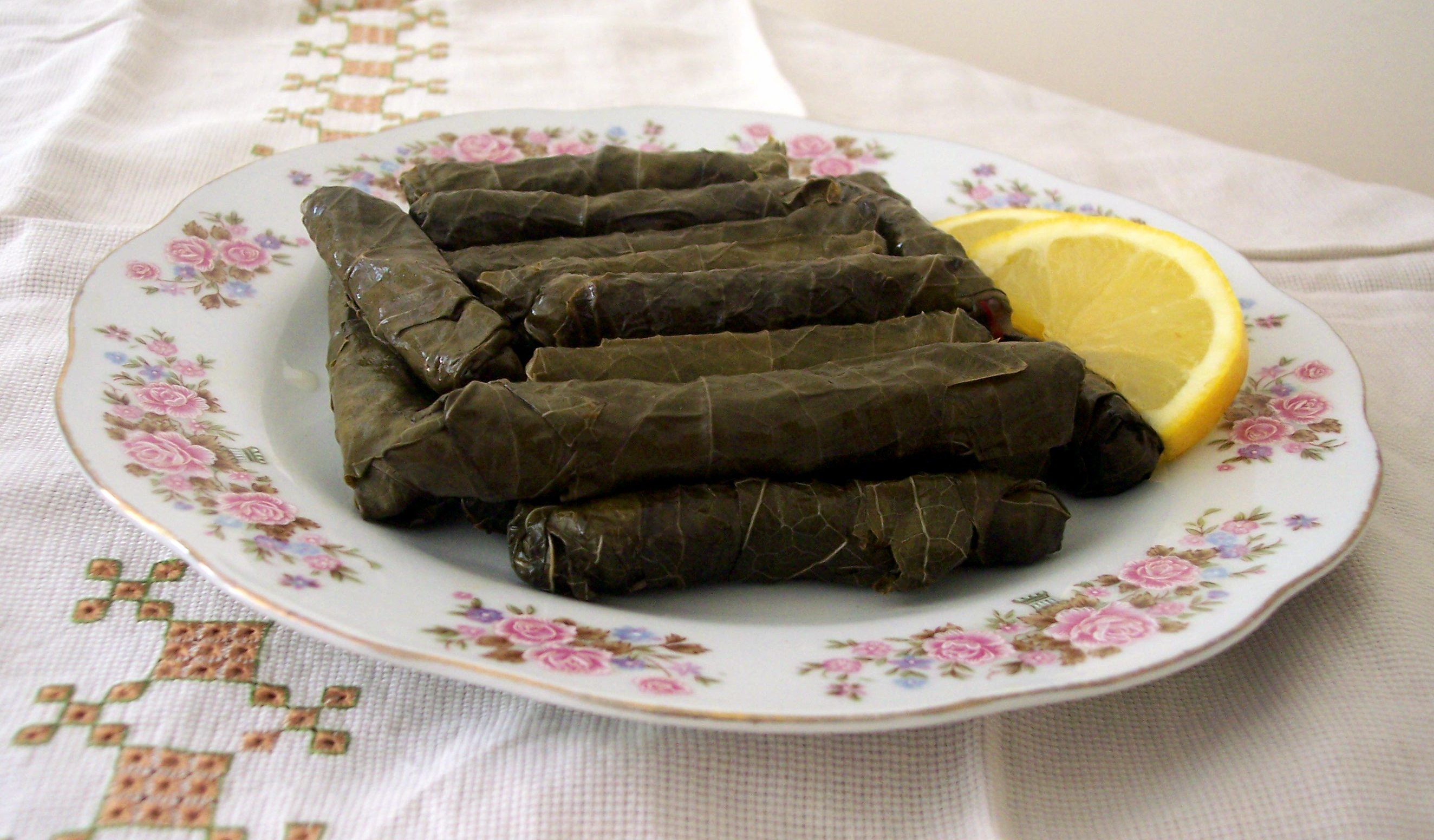
Plat de sarma

Les Européens en visite ont noté avec intérêt la manière ottomane de servir des plats sucrés entre d'autres plats, au lieu de les servir à la fin du repas comme c'était la coutume en France et dans d'autres pays européens. L'officier allemand Helmuth von Moltke[Lequel ?], alors qu'il servait dans l'Empire ottoman, a noté la présentation inhabituelle des plats, les plats sucrés étant servis entre les rôtis et d'autres plats salés. Le récit d'Edward Lear d'un banquet en Albanie ottomane note également l'ordre inattendu des plats, des viandes rôties suivies de pâtisseries au miel, des fruits suivis de crustacés, des viandes salées et savoureuses et des ragoûts suivis de chocolat, et ainsi de suite, dit-il, d'innombrables plats étant servis dans des permutations déroutantes de combinaisons sucrées, acides et salées.

### Le dolma

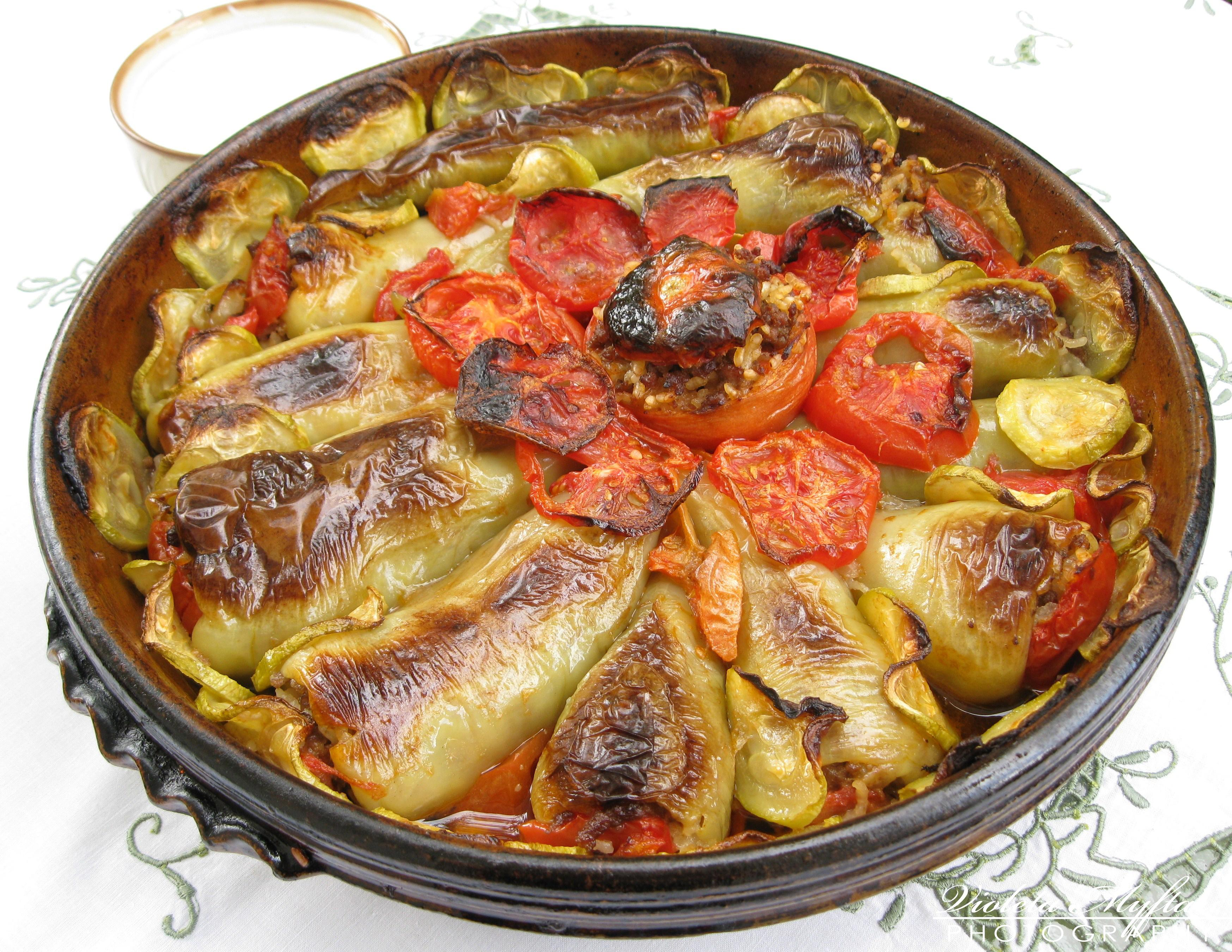
Un plat de dolma

Les dolmas étaient préparés en farcissant des fruits et des légumes entiers ou en enroulant des feuilles autour d'une garniture, soit de la viande hachée, soit du pilaf épicé. Dernschwam décrit un plat de légumes farcis à base de jeunes citrouilles et d'aubergines (qu'il appelle podliczschan), farci de cubes de mouton et de farce à l'ail, et servi avec du yaourt. Il décrit également le plat appelé sarma comme des feuilles de vigne farcies cuites avec des prunes aigres.

### Les boissons

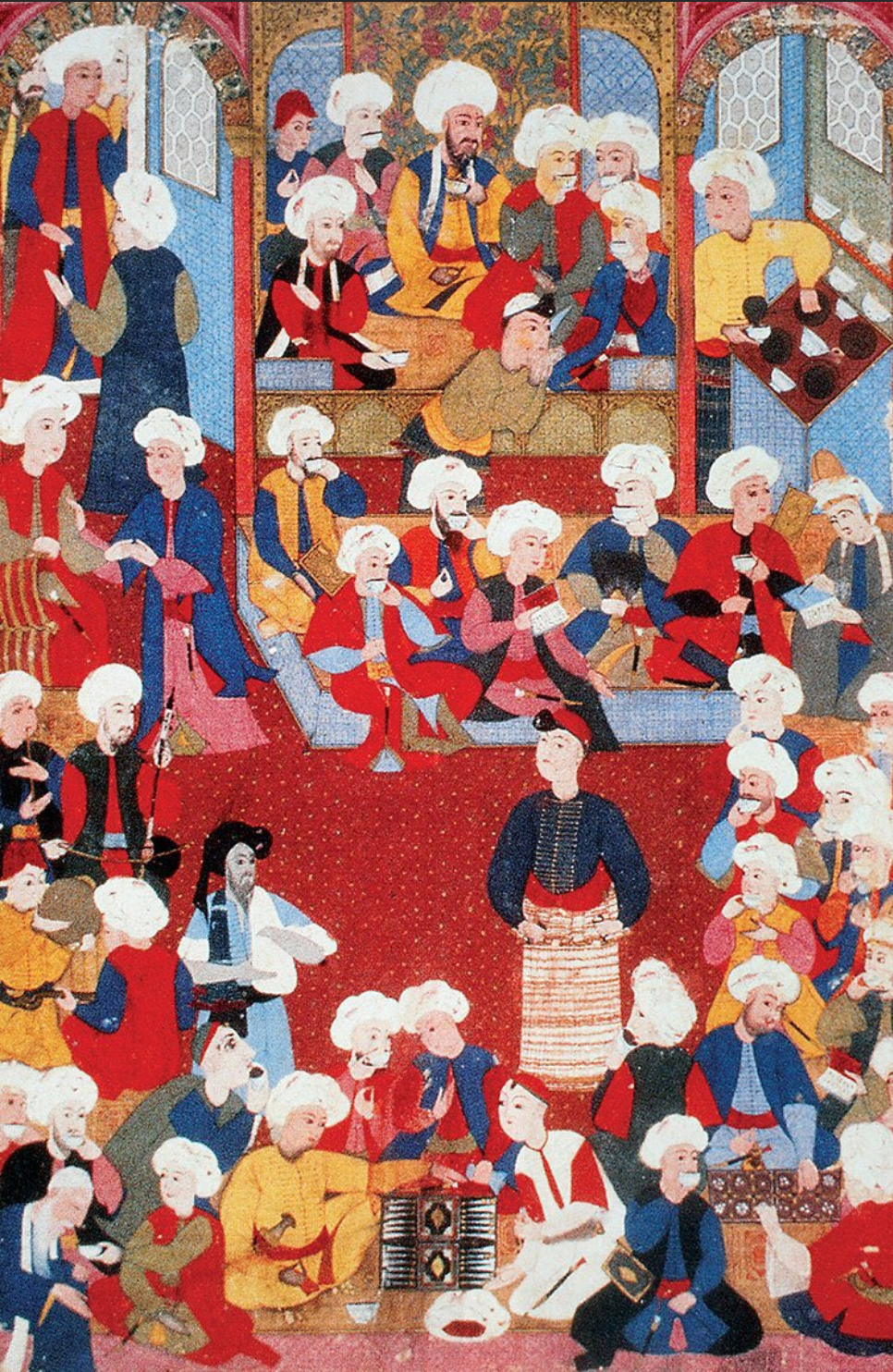
Miniature ottomane d'un meddah se produisant dans un café

Les cafés se sont d'abord développés dans l'Empire ottoman et se sont répandus en Italie, puis dans toute l'Europe. Il y avait des cafés, des boutiques de sharbat et des bozahanes autour du port de Galata où le café, le sucre et d'autres produits coloniaux importés arrivaient à Istanbul au XVIIIe siècle. Les bozahanes étaient l'un des lieux de rencontre publics les plus populaires à Bursa aux XVe et XVIe siècles jusqu'à ce qu'ils soient éclipsés par les cafés au XVIIe siècle. Il s'agissait d'entreprises lucratives qui généraient des recettes fiscales et des loyers. Thomas Smith mentionne la boza dans l'Epistola de moribus ac institutis Tucarum du XVIIe siècle : « Ils ont aussi d'autres liqueurs qui leur sont propres, dont je ne mentionnerai que la Bozza à base de millet. »

### Les poissons
Jean de Thévenot décrivait le marché aux poissons de Galata au XVIIe siècle : « Le plus beau marché aux poissons du monde se situe sur la marina, dans une rue où les poissonneries occupent les deux côtés, offrant de grandes quantités de poissons de toutes variétés... Les Grecs tiennent de nombreuses tavernes à Galata, où ils attirent de nombreux coquins... » Les anchois étaient très appréciés dans la ville côtière de Trabzon. L'un des nombreux plats consignés par Evliya Çelebi dans son Livre de voyages (Seyahatnâme) est un plat d'anchois de Trébizonde. Cuits dans une poêle en grès, les anchois sont disposés en rangées et recouverts d'un mélange parfumé à la cannelle et au poivre noir de poireaux, céleri, persil et oignons. Les couches de légumes et de poisson alternent pour remplir la poêle, et de l'huile d'olive est versée sur le dessus. Çelebi a décrit le plat comme « comme une lumière figée, et celui qui le mange est plein de lumière... Ce poisson est en effet une table du ciel ».

### Fruits, noix et graines
De nombreux fruits et noix différents sont mentionnés dans les archives du palais. Les grenades provenaient des villages autour de la mer de Marmara. Les champs et les prairies d'Üsküdar avaient été convertis en vignobles à la fin du XVIe siècle. Les oranges n'ont été introduites qu'au XVIIIe siècle, les mandarines encore plus tard. Les bananes, les ananas et autres fruits tropicaux ne sont mentionnés dans aucun document connu des cuisines impériales du XIXe siècle.
Les fruits étaient utilisés pour faire du sharbat et des compotes. Le sucre était trop cher pour tous, sauf pour les membres les plus riches de la société ottomane, et les desserts, les compotes et le sharbat étaient plus susceptibles d'être sucrés avec des fruits secs, de la mélasse ou du miel. Il y avait des centaines de magasins à Istanbul au XVIIe siècle spécialisés dans la préparation de la compote de style ottoman hoşaf, souvent prise à la fin d'un repas.
Les gâteaux et le pain fourrés aux graines de pavot étaient consommés à Byzance depuis l'époque romaine, une tradition qui s'est perpétuée sous les Turcs ottomans, entrant dans la cuisine d'Europe centrale et dans la culture culinaire associée des Juifs ashkénazes.

### Les plats de viande

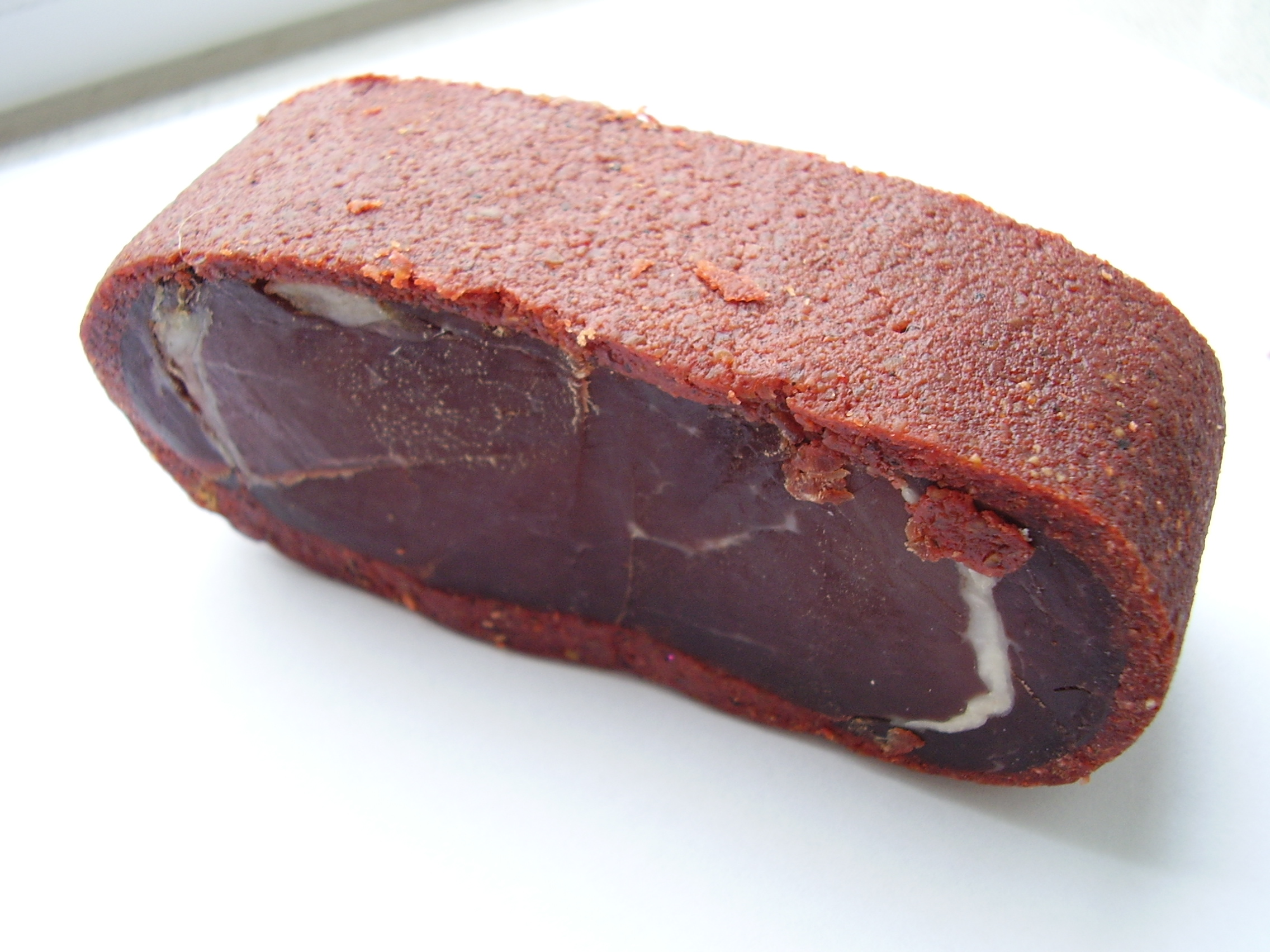
Basturma ou pastroma d'Arménie

Les kebabs, les mantı, les köfte, les pastırma et les yahni sont des types de plats de viande associés à la cuisine ottomane. Evliya Çelebi décrit le shish kebab sur des brochettes et la viande mijotée dans des fours tandoori. Il dit qu'il y avait des centaines d'étals dans la ville d'Istanbul vendant des kebabs et des kofta.
Les kebabs ottomans étaient cuits lentement dans leur propre jus dans des cocottes en terre cuite (çömlek) ou des fours tandoori. La recette intitulée « comme les Turcs l'aiment » de la collection de la noble hongroise Anna Bornemisza utilise cette technique : « Saupoudrez de sel sur la viande puis faites-la rôtir. Lavez bien le riz et faites-le bouillir dans de l'eau jusqu'à ce qu'il soit tendre. Lavez la viande, placez-la dans la marmite et recouvrez-la de jus de bœuf ou de poulet. Si vous n'avez pas ces jus, faites-la bouillir dans du beurre fondu, mais de manière à ce qu'elle reste en un seul morceau. Au moment de le servir, retournez-le sur un « plat », arrosez-le d'huile d'olive et d'un peu de sucre ; de cette façon, il sera plus savoureux. »

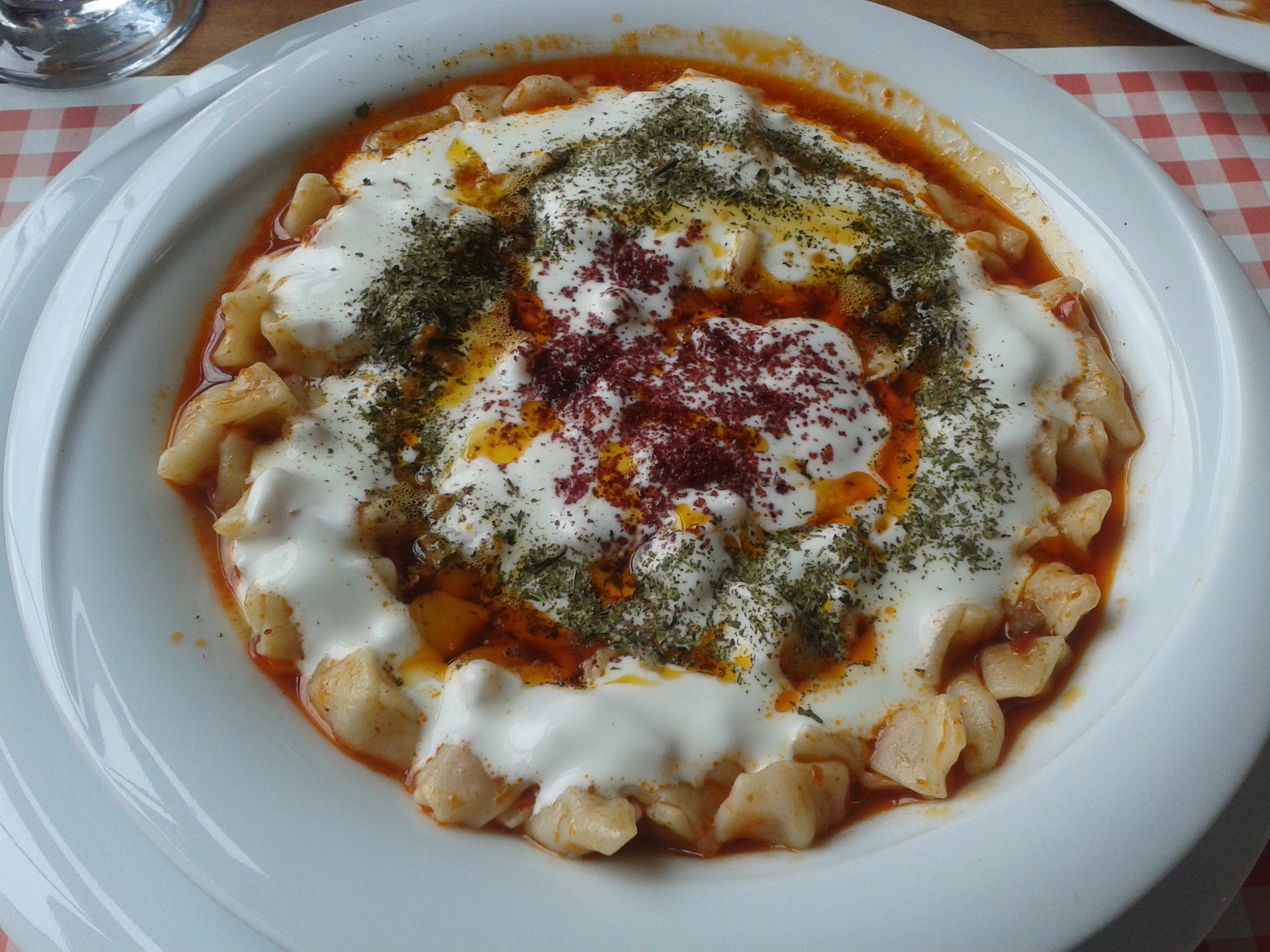
Plat mantı de Kayseri.

L'agneau farci rôti avec une garniture de riz et de raisins secs a été servi lors d'un festin organisé en l'honneur des fils de Mahmud II. C'était une offrande de choix lors des garden-parties des élites d'Istanbul. En 1719, l'agneau farci a été servi lors d'un festin organisé par le gouverneur nouvellement nommé de Mossoul. Le Danishmendname du XIIIe siècle décrit des agneaux farcis entiers servis lors d'un festin de mariage : Çevirme kuzıların dolmış içi.
La chasse pour se nourrir était courante. Le sultan Ahmed Ier chassait le lapin au palais d'Üskudar. Ce style de chasse dans les jardins était pratiqué à l'époque byzantine au palais des Blachernes. Le pavillon de chasse Ihlamur du XIXe siècle a été conçu par l'architecte ottoman-arménien Nikoğos Balyan à Istanbul pour le sultan Abdülmecid Ier. Les cerfs, les loups et les renards étaient tous chassés, mais les lapins étaient de loin le gibier le plus courant.
Concernant les abats, les procédures judiciaires ottomanes montrent que les marchands ambulants de boza revendiquaient, par coutume, le droit exclusif de vendre du kebab de foie sauté (cığer).

### Pilaf de riz
Le riz était principalement importé d'Égypte et utilisé pour faire du pilaf. Dans la langue ottomane, les plats de pilaf étaient appelés dane, un terme emprunté à la langue persane. Préparés avec des mûres, des viandes sautées, du miel, des grenades et des courges, les plats de riz étaient riches et variés, du moins pour les riches. La description des plats de riz par Evliya Çelebi établit une distinction pour le riz persan à grains longs utilisé dans les plats dane, qu'il appelle çilav (چلو). Il rapporte avoir assisté à un festin à Bitlis où les plats de riz étaient présentés avec des graines d'ambrette, de la perdrix, du kofta et des œufs. Ces plats de fête étaient souvent enrichis d'amandes, de pistaches et de raisins de Corinthe.

### Soupes et ragoûts
Hans Dernschwam, un voyageur allemand du XVIe siècle, confirme que la çorba (turc ottoman : چوربا) était un plat courant de cette période, préparé avec du beurre et du riz pour le corps des janissaires. Selon Dernschwam, la plupart des soupes ottomanes du XVIe siècle commençaient par une base de bouillon de poulet et de riz, avec différents légumes ajoutés, bien que du bouillon d'agneau ait également été utilisé. La soupe aux tripes à l'ail était vendue aux premières heures du matin par les Grecs ottomans comme remède contre la gueule de bois.
La soupe pouvait être épaissie avec un mélange d'œuf et de farine ou de pain et d'un ingrédient acide comme du jus de citron, et servie sur du pain rassis. Ce style de soupe peut être trouvé, avec quelques variantes, dans les territoires des Balkans comme la Roumanie et la Hongrie, ainsi qu'en Turquie.
Les nouilles de soupe coupées à la main appelées erişte sont un plat de base de la cuisine d'Asie centrale. Le tutmaç et l'erişte sont tous deux mentionnés dans le Danishmendname du XIIIe siècle.

### Les épices
Lorsque Mehmed II prit la ville de Constantinople en 1453, les Turcs prirent le contrôle du commerce des épices dans l'est de la Méditerranée. Les épices étaient utilisées dans les toniques de santé produits par la confiserie du palais qui pouvaient être consommés comme des bonbons et à des fins de santé, et pouvaient inclure jusqu'à 60 épices différentes dans leur préparation.
Selon Evliya Çelebi, les melons locaux de Diyarbakir étaient assaisonnés de cannelle et de clous de girofle, selon la « recette du calife Mu'awiya ». Les échelons supérieurs de la société ottomane mangeaient du pain parfumé à l'anis. Les vendeurs de rue à Istanbul vendaient des boissons lactées chaudes saupoudrées de cannelle ou de gingembre parfumé. Les ragoûts de poisson contenaient souvent de la cannelle et les kebabs pouvaient être épicés au cumin. Les pains étaient faits avec des graines, du cumin et des épices mélangés à la pâte ou saupoudrés dessus.
Un rapport du XVIIe siècle indique que l'usage des épices à Istanbul était modéré et principalement limité au poivre noir, mais comme l'intensité des épices est subjective, d'autres rapports diffèrent. L'herboriste et diplomate flamand du XVIe siècle Ogier Ghiselin de Busbecq a décrit la culture culinaire ottomane comme « très frugale », avec un simple repas de pain et de sel, d'ail ou d'oignon et de yaourt étant tout ce qui était nécessaire pour se nourrir. Lady Mary Wortley Montagu, écrivant au XVIIIe siècle, dit que les Ottomans utilisent « beaucoup d'épices riches », et qu'elle était incapable de manger la nourriture car l'intensité des saveurs lui faisait des ravages et qu'elle « commençait à s'en lasser et souhaitait que notre propre cuisinier ajoute un plat ou deux à notre manière ».

### Les plats aigres-doux

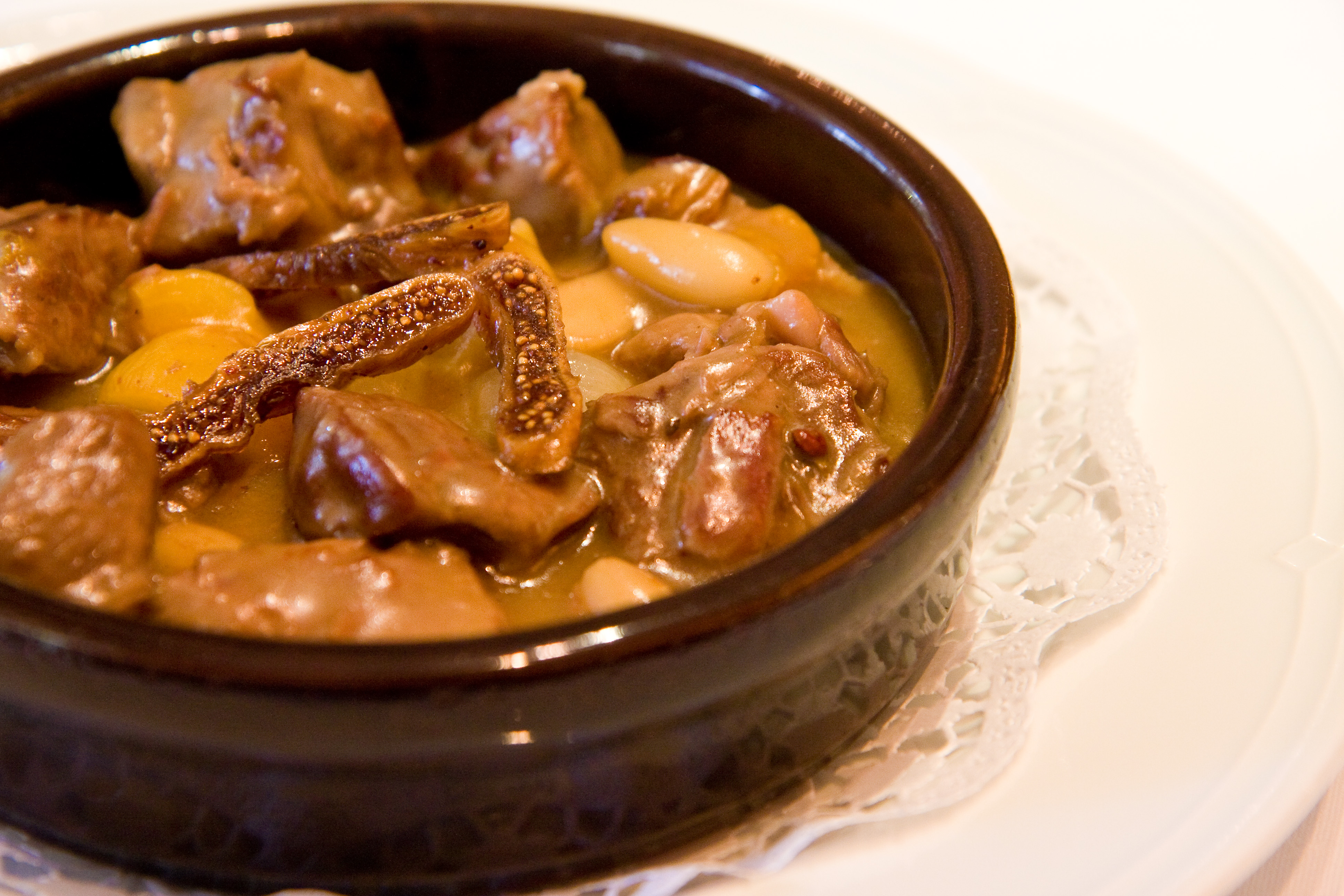
Une portion du plat d'agneau aigre-doux mutancana, préparé avec des figues séchées et des abricots

Les plats aigres-doux étaient typiques de la cuisine ottomane classique. L'épopée turque Danishmendname rapporte : « Ils mettaient beaucoup de figues et d'abricots dans les plats aigres, ainsi que des raisins secs et des dattes. »
Le plat d'agneau aigre-doux mutancana aurait été l'un des plats préférés de Mehmed II. La recette survit dans le manuscrit de Shirvani du XVe siècle, et certaines versions apparaissent dans les livres de cuisine roumains, probablement influencées par le contact culturel avec la Hongrie.
Le mahmudiyye est un plat de poulet et de nouilles aigre-doux remarquable du manuscrit de Shirvani.

### Légumes
Les archives du palais du règne de Mehmed II confirment les achats de carottes, de concombres, d'aubergines, de persil, d'épinards et de blettes à la fin du XVe siècle.
Les poireaux sont originaires de l'est de la Méditerranée et sont mentionnés dans l'Ancien Testament. Les prasa (پراصه), comme on les appelait, étaient un aliment de base pour les Juifs de Salonique qui souffraient de difficultés économiques pendant les capitulations de l'Empire ottoman.
Le braisage était une façon typique de cuire les légumes dans l'Empire ottoman du XIXe siècle, parfois avec l'ajout d'agneau. Dans les années 1880, les recettes imprimées ajoutaient de la tomate dans la préparation des plats braisés. Les légumes étaient également utilisés dans la préparation de dolmas farcis.
Dernschwam a écrit que, bien que le chou ait été trouvé, les Turcs ne savaient pas comment le cuisiner avec du bœuf comme les Hongrois, disant qu'ils le faisaient plutôt mariner, une préparation courante à cette époque. Le chou mariné était connu dès l'époque byzantine selon la description d'une fête byzantine enregistrée dans le Danishmendname.

## La cuisine du palais

### Contexte
Des quatre palais ottomans, le palais d'Edirne, le palais de Topkapı, le palais de Dolmabahçe et le palais de Yıldız, c'est celui de Topkapı qui a supervisé pendant 400 ans le développement de la cuisine classique du palais ottoman. Topkapı pouvait accueillir jusqu'à 4 000 personnes à la fois et le personnel de cuisine était énorme. Lors d'un événement au XVIIIe siècle, au moins 1 000 chefs étaient nécessaires pour préparer un repas de pilaf, de soupe et de zerde pour 10 000 janissaires présents.

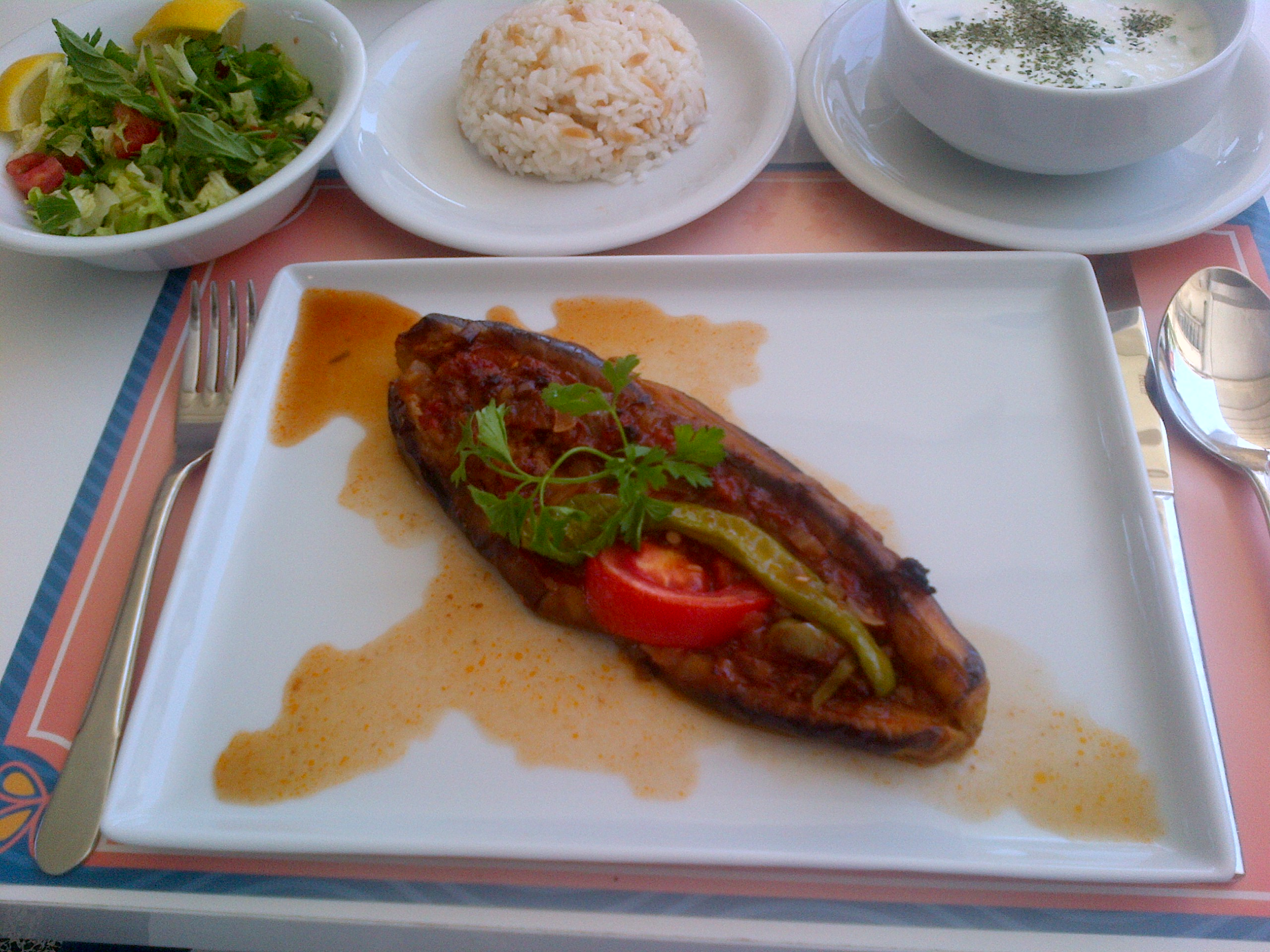
Un exemple contemporain du plat d'aubergines farcies karnıyarık.

La cuisine du palais ottoman a été fusionnée et perfectionnée dans les cuisines du palais impérial par des chefs venus de certaines parties de l'empire pour créer et expérimenter différents ingrédients. Ces chefs étaient testés et embauchés en fonction de leur méthode de cuisson du riz, un plat simple. Ils étaient importés de divers endroits dans le but exprès d'expérimenter des textures et des ingrédients exotiques et d'inventer de nouveaux plats. Chaque cuisinier était spécialisé dans des tâches spécifiques. Tous les plats destinés au sultan passaient d'abord par le palais du chesnidjibashi, ou dégustateur impérial de nourriture, qui testait la nourriture à la fois pour le poison et le goût. Les créations des cuisines du palais ottoman filtraient également vers la population commune, par exemple lors des événements du Ramadan et à travers la cuisine dans les maisons (yalis) des pachas, et de là vers le peuple en général.
Le beurre clarifié était la graisse de cuisson préférée du palais ottoman. Le beurre était utilisé pour les pilafs, les pâtisseries sucrées, les börek salés et d'autres plats. L'huile d'olive, bien qu'utilisée dans la cuisine du palais depuis l'époque de Fatih Sultan Mehmet, était principalement utilisée pour allumer les lampes et dans la fabrication de savon. Son utilisation en cuisine était limitée, mais comprenait des légumes farcis (dolma), imam bayıldı, karnıyarık et pilaki. Le majun, la compote et le halva étaient des friandises préparées par les chefs du palais.

### XVIIesiècle

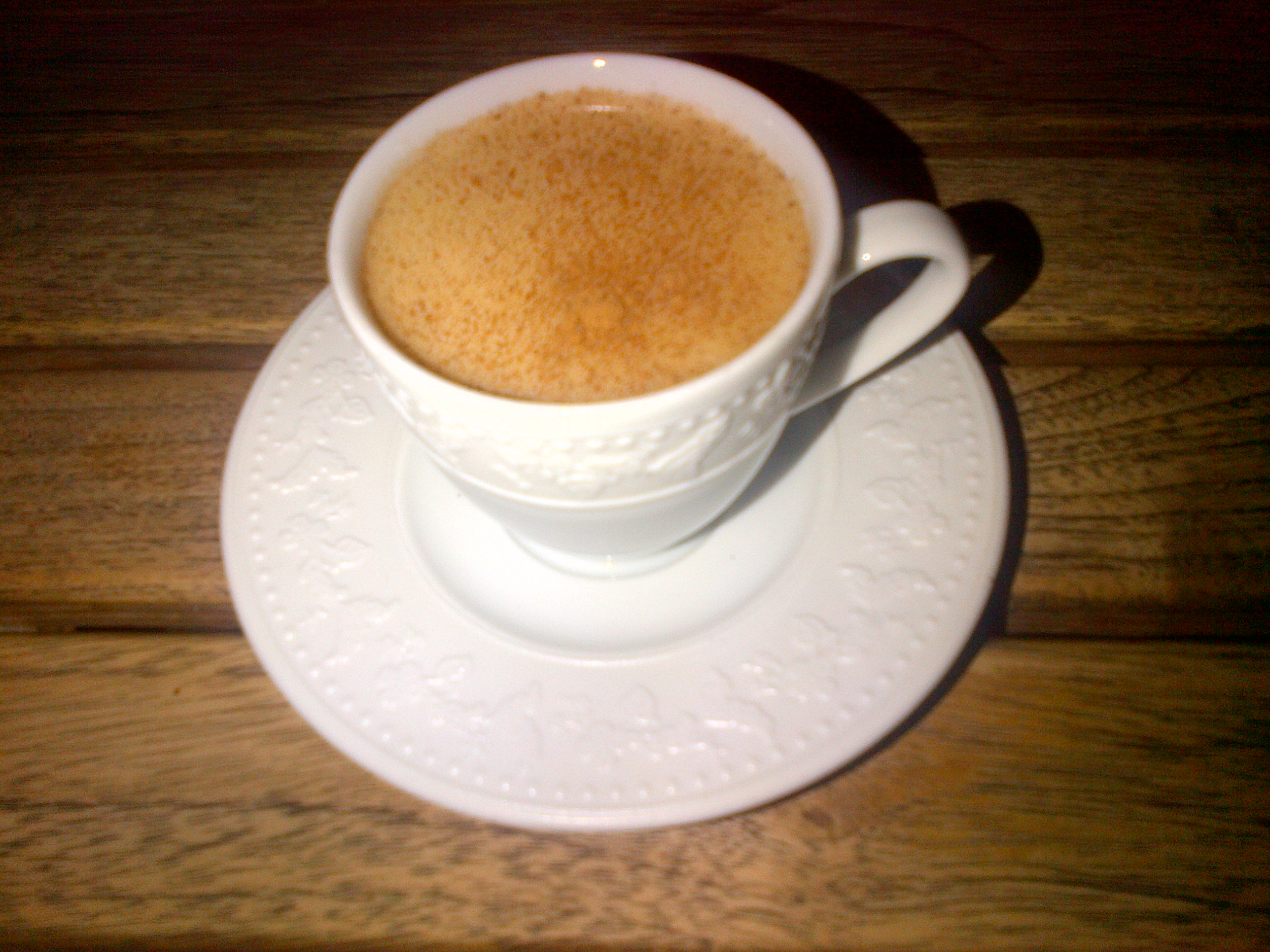
Le salep est une boisson à base de tubercules de certaines orchidées appartenant au genre Orchis.

Un registre du palais de 1692 répertorie différents types de légumes consommés dans le palais, la courge (kabak-ı Mısır), le céleri, la laitue (marul), le concombre, l'ail, les aubergines, la bourrache (lisan-ı seveir), les niébés, les épinards, les navets, les feuilles de vigne, la mauve juive (müluhiye), les betteraves, les carottes et le gombo. Le persil, l'aneth, la menthe et l'estragon figurent également parmi les denrées alimentaires allouées au sultan. Les tomates vertes (kavata) sont destinées au sultan hasseki (la concubine préférée du sultan), qui recevait également de la neige pour le café glacé et pour refroidir le sharbat et le hoşab. Le poulet était réservé à l'élite, et le pigeon uniquement au sultan, au hasseki, aux autres concubines potentielles et aux princesses. Certaines grandes portions attribuées à des serviteurs de haut rang non impériaux comme l'intendante du harem, qui recevait un mouton et 10 poulets par jour, indiquent que les personnes occupant ces rôles étaient responsables de nourrir leurs subordonnés.
Le salep est une boisson à base de tubercules d'orchidée également consommée à cette époque.

### XVIIIesiècle
Le poivre et la cannelle étaient les épices dominantes de la cour ottomane du XVIIIe siècle, utilisées en grandes quantités, comme 118 kg (260 lb) de poivre et plus de 1 kg (2,2 lb) de mastic pour un festival de 15 jours auquel participaient divers dignitaires en 1720. Le poivre noir était extrêmement populaire dans la cuisine européenne moderne et était utilisé dans presque tous les plats ottomans.

### XIXesiècle
Le mouton, le beurre clarifié, la farine et le riz étaient les ingrédients les plus courants de la cuisine du palais du XIXe siècle. Le beurre et le yaourt, fabriqués à partir de lait de vaches égyptiennes et hollandaises, étaient achetés sur les marchés d'Üsküdar et d'Eyüp. Les fromages les plus courants étaient le kaşar, le kaşkaval, le tulum peyniri et le beyaz peynir. Les épices typiques comprenaient la cannelle, le clou de girofle, le safran, le cumin, le sumac, la muscade, l'origan, le mastic, la cardamome et le poivre noir.

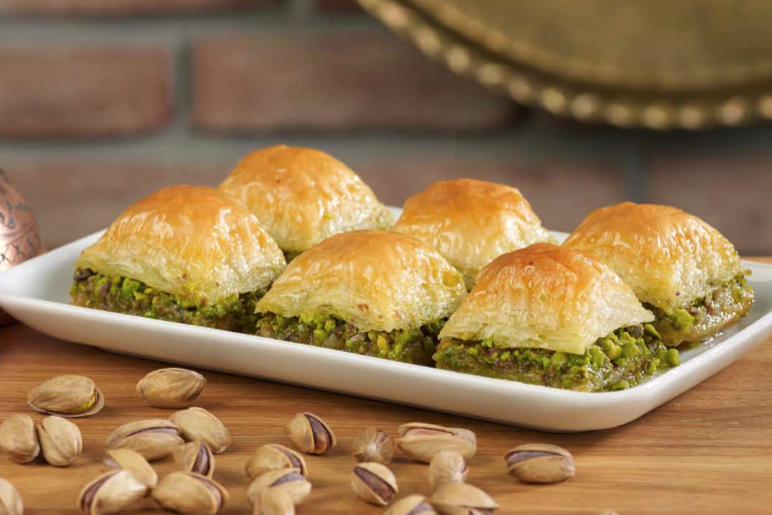
Plat de baklava

Par rapport aux siècles précédents, on consommait davantage de poisson, d'œufs et de caviar, notamment le plat de bonite marinée appelé lakerda. Les œufs et le caviar de béluga étaient même servis pour le repas de l'iftar pendant le Ramadan. Les abats étaient plus courants que la viande d'agneau, qui était un produit de luxe saisonnier. Les tripes, le foie et les pieds étaient plus courants. Le bœuf n'était utilisé que dans la production de pastırma et de sucuk. L'amidon était utilisé pour préparer le dessert güllaç pendant le mois de Ramadan.
Les banquets du XIXe siècle servaient un mélange de plats d'alaturca et d'alafranga. Lors d'un banquet de 1856 célébrant la victoire ottomane dans la guerre de Crimée, les plats d'alaturca étaient de la pâtisserie börek salée, du pilaf et des desserts kadayıf et baklava. Certains des plats portant des noms français étaient de nouvelles créations des cuisines du palais, comme la croustade d'ananas en sultane et le suprême de faisan à la circassienne.

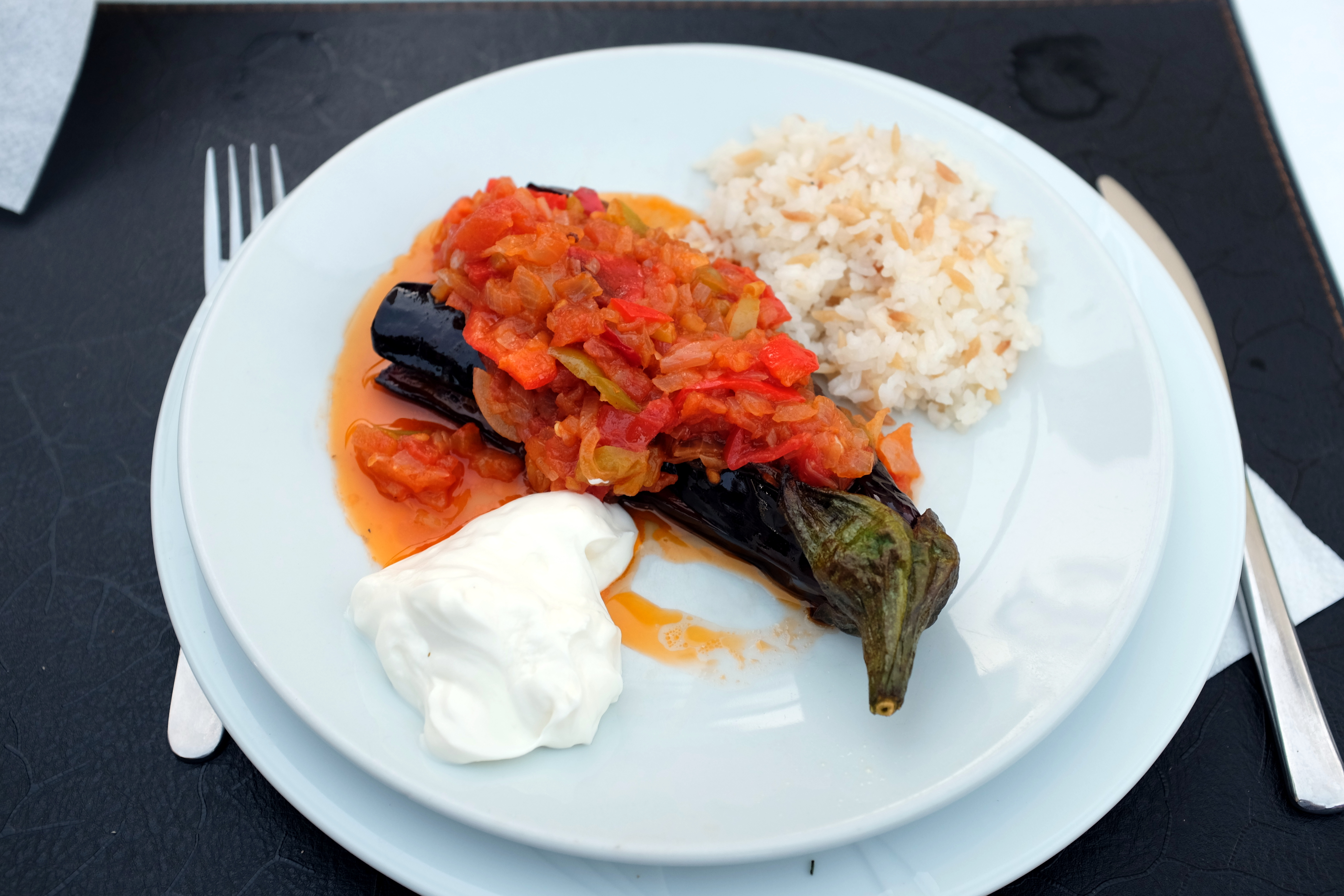
İmam bayıldı

### Plats
- Pigeon rôti ;
- Ayva dolma[56] et kalye (légume – ou fruit comme dans ce cas – cuit sans viande, avec de l'huile d'olive et de la salça de tomates après une courte cuisson) ;
- Kavun dolması (melon farci)[54] ;
- Piyaziye[57];
- L'İmam bayıldı.

L'imam bayıldı est un plat d'aubergine emblématique aux origines folkloriques légendaires. C'était un plat créé dans les cuisines impériales qui reste une entrée populaire de la cuisine turque moderne.

## Héritage
L'influence culinaire ottomane a survécu à la dissolution de l'Empire ottoman en Mésopotamie, au Levant, dans les Balkans, en Anatolie et en Grèce. Les cuisines albanaise, grecque, roumaine, serbe, bulgare, macédonienne et bosniaque partagent toutes l'héritage de la culture culinaire ottomane. Fragner note que ces cuisines, dans leurs formes modernes, « offrent des preuves circonstancielles perfides de ce fait » de leur histoire culturelle commune, et que les origines de son héritage sont impossibles à déterminer : « Il n'est que pure spéculation de savoir si les origines de cet héritage culinaire impérial doivent être retracées dans l'Antiquité grecque, l'héritage byzantin ou les nations turques et arabes, sans oublier les traditions phéniciennes ; de nos jours, on peut trouver des éléments de preuve de ces affirmations dans divers pays des Balkans et du Proche-Orient. » L'effondrement de l'Empire ottoman a donné lieu à la création d'États-nations modernes dans les Balkans et au Moyen-Orient. Les idéologies nationalistes sont devenues les outils permettant de forger des identités intégrées et partagées en effaçant l'héritage et l'identité ottomans communs à ces nombreuses nations. Les États nouvellement fondés ont fondé leur identité nationale sur le passé ancien (pharaonique, mésopotamien, phénicien, grec). Cela a fait de l'héritage culinaire commun de ces nations un point de discorde, car des programmes nationalistes concurrents se sont disputés les plats les plus prestigieux tels que le baklava. Fragner note que les cuisines nationales émergentes représentent également « une bonne partie des traditions culinaires locales ou régionales ».